# Quatuor vocal

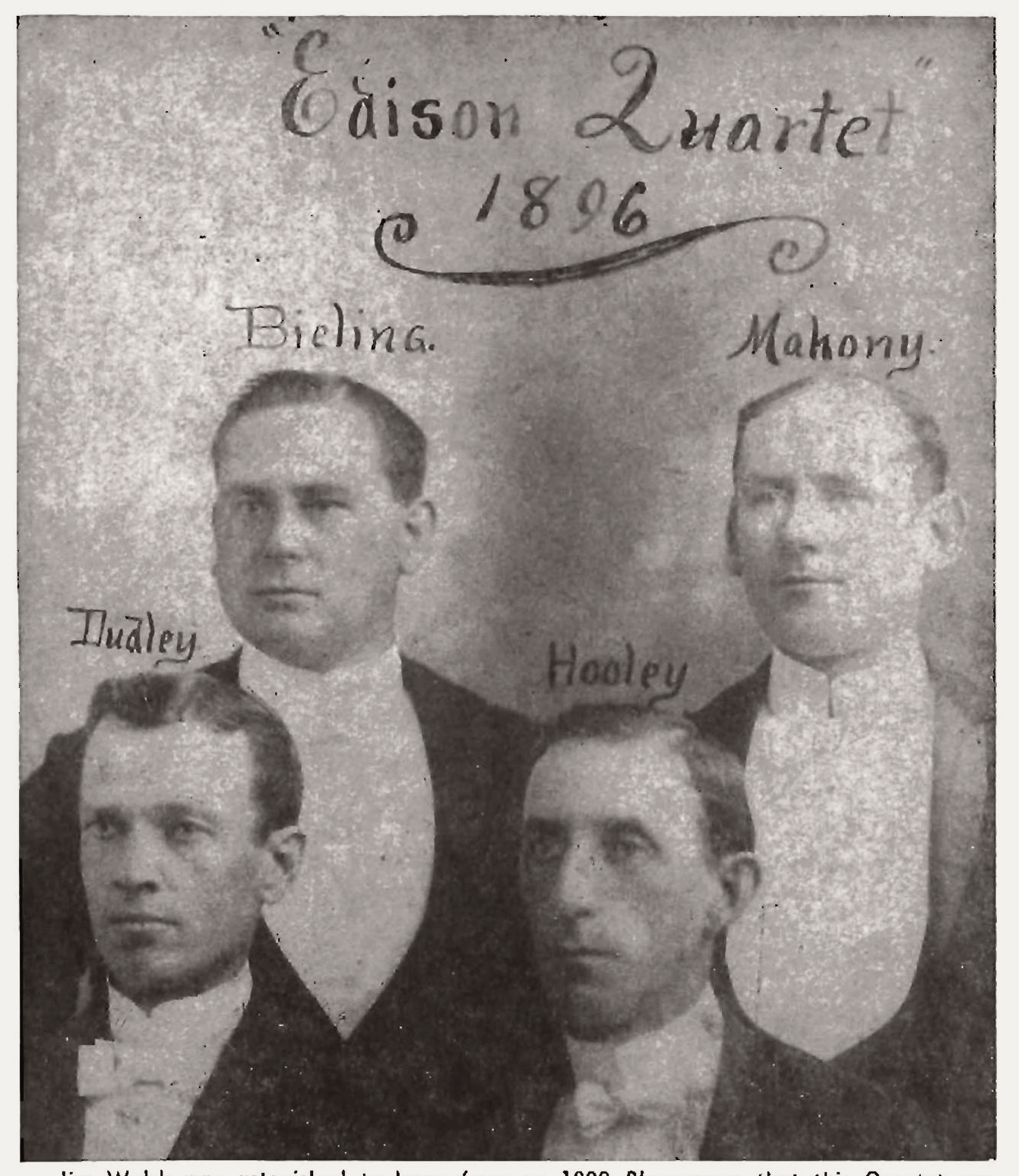
Le Haydn Quartet, ou Quatuor Edison, en 1896.

En musique, un quatuor vocal, intermédiaire entre le trio et le quintette vocal, désigne une réunion de quatre chanteurs a cappella. Cet ensemble peut être accompagné au piano, par un ensemble instrumental ou par un orchestre. 

## Présentation
En musique classique, le quatuor vocal est organisé, de la voix la plus aiguë à la plus grave :
- soprano
- alto ou contralto
- ténor
- baryton ou basse

La composition d'un quatuor vocal est donc celle d'un chœur mixte (SATB), en considérant chaque voix comme soliste.
Au Canada et aux États-Unis, le quatuor vocal Barbershop est composé traditionnellement uniquement de voix d'hommes.

## Histoire
Les premières polyphonies médiévales étaient composées de deux voix en marche parallèle à la quinte (Organum). Le déchant ajoute une troisième voix au-dessus du cantus firmus. 
Philippe de Vitry ajoute une quatrième voix à ses motets, entre autres innovations majeures caractérisant l'Ars nova, et Guillaume de Machaut compose sa Messe de Notre Dame pour quatre voix, « la première qui ait été écrite et notée dans toutes ses parties ». Par la suite, Josquin des Prés, Clément Janequin et Guillaume Costeley entretiennent une riche tradition de chansons françaises à quatre voix.
Les madrigaux italiens, d'Arcadelt et Pisano à Gesualdo et Monteverdi, sont composés pour quatuor vocal — le canto qui correspond à la voix supérieure, souvent tenue dans les interprétations modernes par une soprano, l'alto (mezzo-soprano, contralto ou contre-ténor), le tenore (ténor) et le basso (basse) — en leur ajoutant le quinto, dont la tessiture n'est pas précisée, mais qui pouvait être chanté par une deuxième soprano, un second alto ou un second ténor : les traités musicaux du XVIe siècle la nomment vox vagans, signifiant « voix errante ».

## Quatuors vocaux constitués

### En France
- Quartette vocal de Paris, de 1911 à 1913,
- Les Quatre Barbus, de 1938 à 1969,
- Les Frères Jacques, de 1946 à 1982,
- Pow Wow, depuis 1992,
- Les Goguettes en trio, mais à quatre, depuis 2013.

### En Europe
- Quartetto Cetra,
- The Hilliard Ensemble, depuis 1973,
- Egidius Kwartet, depuis 1995,
- Il Divo, depuis 2003.

### Aux États-Unis
- Le Golden Gate Quartet, fondé en 1934,
- The Chordettes, de 1946 à 1961,
- Anonymous 4, depuis 1986.

### Au Canada
- Tocadéo, depuis 2008,
- Qw4rtz, depuis 2010.

## Répertoire

### Renaissance
- Mateo Flecha, Ensaladas[11] ;
- Tomás Luis de Victoria, Missae à quatre voix[12] ;
- Claudio Monteverdi, Madrigali spirituali a 4 voci (1583) ;
- Luca Marenzio, Madrigali a 4 voci, Libro Primo (1585) ;
- Thomas Morley, Madrigals for 4 voices (1594[13]).

### XIXesiècle
- Hector Berlioz, première version de Sara la baigneuse, op. 11 (1834) pour quatre voix d'hommes avec accompagnement d'orchestre[14] ;
- Anton Bruckner, plusieurs partitions pour quatre voix d'hommes, de Der Abendhimmel, WAB 55 à Sternschnuppen, WAB 85 (1848 à 1862) ;
- Johannes Brahms, Liebeslieder, op. 52 et op. 65 (1869 et 1874), avec accompagnement de piano à quatre mains ;
- Ernest Chausson, Chant nuptial, op. 15 (1887-1888) pour quatre voix de femmes avec accompagnement de piano ;
- Gabriel Fauré, Madrigal, op. 35 (1883), avec accompagnement de piano ou d'orchestre[15].

### XXesiècle
- Florent Schmitt, Chansons à quatre voix , op. 39 (1903-1905), avec accompagnement d'orchestre (ou piano à quatre mains)[16] ;
- Déodat de Séverac, Cantate pour honorer la cité (quatre voix d'hommes, 1909), avec accompagnement d'orchestre d'harmonie[17] ;
- Paul Ladmirault, Dominical (1911), avec accompagnement de piano ;
- Darius Milhaud, L'Homme et son désir, op. 48 (1917-1918), avec accompagnement d'orchestre ;
- Louis Durey, Éloges (1919), avec accompagnement d'orchestre ;
- Arvo Pärt, Passio Domini nostri Jesu Christi secundum Joannem (1982 révisé en 1988), avec accompagnement de chœur et d'un ensemble instrumental.

### Ouvrages généraux
- Brigitte François-Sappey et Gilles Cantagrel (dirs.), Guide de la mélodie et du lied, Paris, Fayard, coll. « Les Indispensables de la musique », 1994, 916 p. (ISBN 2-213-59210-1, OCLC 417117290)
- Paul Pittion, La musique et son histoire : tome I — des origines à Beethoven, Paris, Éditions Ouvrières, 1960, 354 p.
- Roger Wild (dir.), Maurice Emmanuel, Reynaldo Hahn, Bernard Champigneulle, Paul Landormy, Georges Chepfer, Émile Vuillermoz, Hugues Panassié et Maurice Yvain, L'Initiation à la musique, à l'usage des amateurs de musique et de radio, Paris, Éditions du Tambourinaire, 1949 (1re éd. 1935), 445 p., « Lexique des principaux termes employés en musique », p. 367-415

### Monographies
- Jean-Bernard Cahours d'Aspry, Déodat de Séverac : musicien du soleil méditerranéen, Anglet, Atlantica-Séguier, coll. « Carré Musique », 2001, 146 p. (ISBN 2-84049-235-0)
- Denis Morrier, Carlo Gesualdo, Paris, Fayard, 2003, 118 p. (ISBN 2-213-61464-4)
- Jean-Michel Nectoux, Fauré, Paris, Éditions du Seuil, coll. « Solfèges », 1972 (réimpr. 1995), 256 p. (ISBN 2-02-023488-2, OCLC 896791)
- Pierre-René Serna, Berlioz de B à Z, Paris, Van de Velde, 2006, 264 p. (ISBN 2-85868-379-4)